# Bộ Nội vụ và Truyền thông
Bộ Nội vụ và Truyền thông (総務省 (Tổng vụ tỉnh) Sōmu-shō) hay tên khác là Bộ Tổng hợp, là một bộ cấp trong Nội các Nhật Bản. Tên tiếng Anh của nó là Bộ Quản lý Công cộng, Nội vụ, Bưu chính Viễn thông (MPHPT) trước năm 2004. Trụ sở được đặt trong Tòa nhà thứ hai của Văn phòng Chính phủ Trung ương tại 2-1-2 Kasumigaseki tại Chiyoda, Tokyo, Nhật Bản.
Bộ này chuyên giám sát hệ thống hành chính Nhật Bản, quản lý chính quyền địa phương, bầu cử, viễn thông, bưu điện và thống kê chính phủ.
Bộ trưởng Nội vụ và Truyền thông (総務大臣 Sōmu Daijin) là người đứng đầu Bộ và là thành viên của Nội các Nhật Bản.